# 玉池乡
玉池乡，中华人民共和国湖南省岳阳市汨罗市已撤销的一个镇，位于汨罗市南部。因境内玉池山得名。

## 建制沿革
- 1958年，由弼时、神鼎、川山3个公社析置玉池公社。
- 1984年，改置玉池乡。
- 2015年，撤销玉池乡建制，将其行政区域分别划入弼时镇、川山坪镇。

## 行政区划
玉池乡下辖15个行政村：
- 鹤泉村、高龙村、鹤源村、明华村、鹤龙村、双狮村、玉明村、望塔村、大峰村、梓洞村、关山村、安乐村、安山村、大龙村、玉山村